# Siseme pseudopallas
Siseme pseudopallas är en fjärilsart som beskrevs av Gustav Weymer 1890. Siseme pseudopallas ingår i släktet Siseme och familjen Riodinidae. Inga underarter finns listade i Catalogue of Life.